# 布雷特莱潘
布雷特莱潘（法語：Brette-les-Pins，法語發音：[bʁɛt le pɛ̃]）是法国萨尔特省的一个市镇，属于勒芒区。

## 地理
布雷特莱潘（47°54'40"N, 0°20'13"E）面积14.51 平方千米，位于法国卢瓦尔河地区大区萨尔特省，该省份为法国西北部内陆省份，北起顺时针与奥恩省、厄尔-卢瓦省、卢瓦-谢尔省、安德尔-卢瓦尔省、曼恩-卢瓦尔省和马耶讷省接壤，是法国大西部的入口，连接卢瓦尔河谷、布列塔尼和巴黎盆地。
与布雷特莱潘接壤的市镇（或旧市镇、城区）包括：帕里涅莱韦克、吕欧丹、圣马尔杜蒂耶。

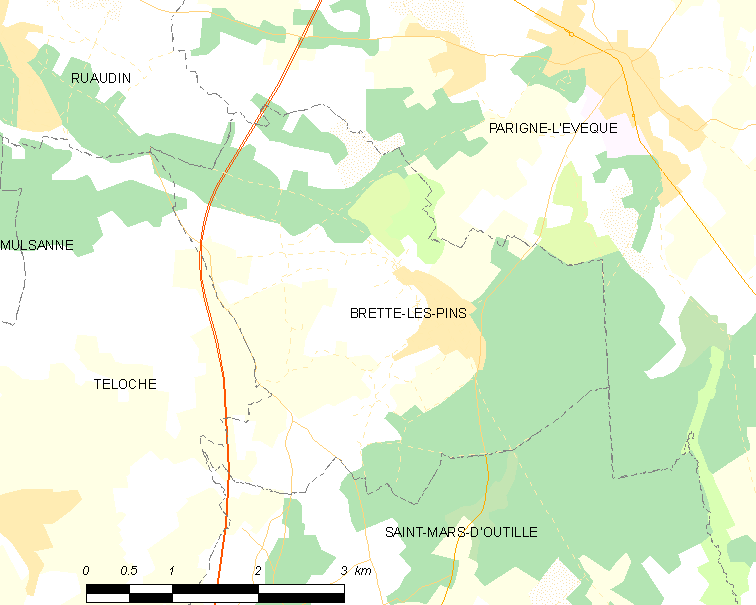
布雷特莱潘的OSM定位图

布雷特莱潘的时区为UTC+01:00、UTC+02:00（夏令时）。

## 行政
布雷特莱潘的邮政编码为72250，INSEE市镇编码为72047。

## 政治
布雷特莱潘所属的省级选区为尚热县。

## 人口

1962-2008年间布雷特莱潘人口变化图示

布雷特莱潘于2022年1月1日时的人口数量为2127人。